# Margreet de Heer
Margreet de Heer (Leiden, 27 oktober 1972) is een Nederlandse striptekenares en illustratrice. Zij maakt veelal informatieve en educatieve strips, zoals de reeks ...in beeld. De Heer was tussen 2017 en 2020 de eerste Stripmaker des Vaderlands.

## Carrière
In 1990 begon De Heer met haar studie theologie aan de Universiteit van Amsterdam om in 1999 af te studeren. Haar interesse in strips was echter groter. In 1998 trad ze toe tot de tekenstudio De Zwarte Handel van Maaike Hartjes. Haar eerste twee stripuitgaven waren Misc. I (1999) en How To Get Over Your Ex? (1999). Tussen 2000 en 2005 werkte De Heer als webdesigner bij stripwinkel Lambiek in Amsterdam, waar zij onder andere samen met Kees Kousemaker in 2005 De Wereld van de Nederlandse Strip publiceerde. In 2002 gaf zij in eigen beheer de stripreeks Kinderleed Komix uit over haar ervaringen als een stiefmoeder. Zij richtte in 2003 Senoeni Comics Productions op om haar eigen strips uit te geven en die van talentvolle kinderen. Toen dit financieel niet haalbaar meer was, veranderde zij in 2008 van platform en publiceerde ze tot 2011 de stripjes van jonge talenten via de Daily Danger-website.
Tussen 2004 en 2008 tekende De Heer de strip Isa voor het tijdschrift Yes. In de periode 2005-2008 volgde Het dagboek van Stella in het tijdschrift Flo en in 2012-2013 in het tijdschrift Hoe overleef ik. Vanaf 2004 tekende De Heer de strip Mijntje over het gelijknamige biseksuele karakter voor het tijdschrift Zij aan Zij. In deze periode maakte De Heer meerdere korter bestaande stripjes voor tijdschriften en was zij ook als scenariste actief voor onder meer de kinderbladen Jippo en Okki. Vanaf 2006 tekende zij ook voor kranten zoals NRC Next. Tussen 2007 en 2010 publiceerde zij in Trouw over filosofische kwesties in stripvorm; dit leidde tot een albumuitgave getiteld Filosofie in beeld in 2010 bij uitgeverij Meinema. Hierna volgden Religie in beeld (2011), Wetenschappen in beeld (2012), Wereldheerschappij in beeld (2015) en Liefde in beeld (2017). Een aantal hiervan zijn anno 2021 vertaald in het Engels, Portugees en Koreaans.
Vanaf 2008 werkt De Heer samen met haar man Yiri T. Kohl die veelal de inkleuringen op zich neemt. In 2016 maakten zij samen ZMan - De Man van de Straatkrant dat onder meer in de StripGlossy werd gepubliceerd.
In 2013 maakte De Heer voor het Museum Meermanno het album Strips! 200 jaar Nederlands beeldverhaal voor de gelijknamige tentoonstelling waarin de geschiedenis van de strip in Nederland wordt verteld.
Van 2017 tot en met 2020 was De Heer de eerste Stripmaker des Vaderlands. Haar voornaamste doel was het op de literatuurleeslijst brengen van strips. In 2018 bracht zij hiervoor de Graphic Novels voor de Leeslijst uit. De Heer werd in deze periode ook co-host van de Stripjournaal-podcast van Robin Vinck. Zij ontwikkelde verder een nieuw stripgenre, het stripinterview, waarin een interview verstript werd. In 2021 bracht De Heer via crowdfunding het album Strip Holland Strip uit, primair bedoeld als overzicht van haar werk als Stripmaker des Vaderlands, en dat verrijkt werd met "bloto's", naaktfoto's van haarzelf die door striptekenaars bewerkt waren, enerzijds om inschrijvers te trekken en anderzijds om een statement tegen preutsheid te maken.
In maart 2020 was De Heer gastredacteur voor het zestiende nummer van de StripGlossy met als hoofdthema het Eurovisiesongfestival. In datzelfde jaar was zij ook een van de stripmakers die hun medewerking verleenden aan het album Striphelden versus corona. Tevens was De Heer in dat jaar betrokken bij de lancering van het stripblad Jump, gericht op kinderen van acht tot twaalf jaar.
Vanaf haar boek Strip Holland Strip (2021) worden de boeken van De Heer uitgegeven door Uitgeverij Personalia. Sindsdien verschenen ook de titels Casa Kiki 1 Een nieuw begin (2022), Dominee de Heer – In den beginne… (2022), Casa Kiki 2 Kamer vrij (2023), Mijntje 1 Uit de kast (2023), Mijntje 2 Borsten yeah! (2023) en Jij gaat dood (2023).